# Convent de Sant Josep (Girona)
El Convent de Sant Josep, dels Josepets o dels Carmelites Descalços és una església del municipi de Girona declarada bé cultural d'interès nacional. Actualment acull l'Arxiu Històric de Girona.

## Arquitectura
L'església és un edifici d'una nau amb creuer, cúpula i tres capelles laterals per banda. La capçalera és plana, amb una sagristia a cada costat del presbiteri. La façana, rematada per un gran frontó triangular amb un òcul central, queda emmarcada per dues antes de tipus toscà que arrenquen del primer pis, on antigament era situada l'entrada. En efecte, l'església es troba excepcionalment situada a la primera planta de l'edifici, raó per la qual l'accés s'efectuava per una escalinata, que fou posteriorment suprimida. En un pla més endarrerit de la façana, hi ha les capelles laterals, les de l'esquerra queden ocultes, però, per un cos afegit en angle recte, segurament d'època posterior, per on s'entra al convent. A l'esquerra de l'església hi ha el claustre, d'una gran senzillesa i de dimensions reduïdes, entorn del qual s'organitza el convent. El claustre és format per una galeria d'arcs rodons, que descansen sobre pilars.

## Història
El convent de Sant Josep fou fundat pels frares carmelites descalços en instal·lar-se a Girona el 1591. Amb tot, la seva església no fou inaugurada fins al 1631. El convent, de grans dimensions, fou construït dins una gran austeritat formal, pròpia de l'orde. Després de l'exclaustració (1835), el convent fou convertit en Delegació d'Hisenda -funció que conservà fins al 1961-. L'edifici es compartimentà, l'escalinata d'accés fou suprimida, la porta de l'església fou convertida en balcó i se n'obrí una de nova a l'antic soterrani, a ran de carrer. Actualment, l'edifici, que ha estat restaurat, allotja l'Arxiu Històric de Girona, que comprèn l'antic arxiu històric provincial i el de la Diputació.
El CRAI Biblioteca de Fons Antic de la Universitat de Barcelona conserva, arran de la desamortització dels convents del 1835, diverses obres provinents dels fons del convent de Sant Josep. Així mateix, ha registrat i descrit diversos exemples de les marques de propietat que van identificar el convent al llarg de la seva existència.